# Teofila Strzeżysława z Jabłonowskich Sapieżyna

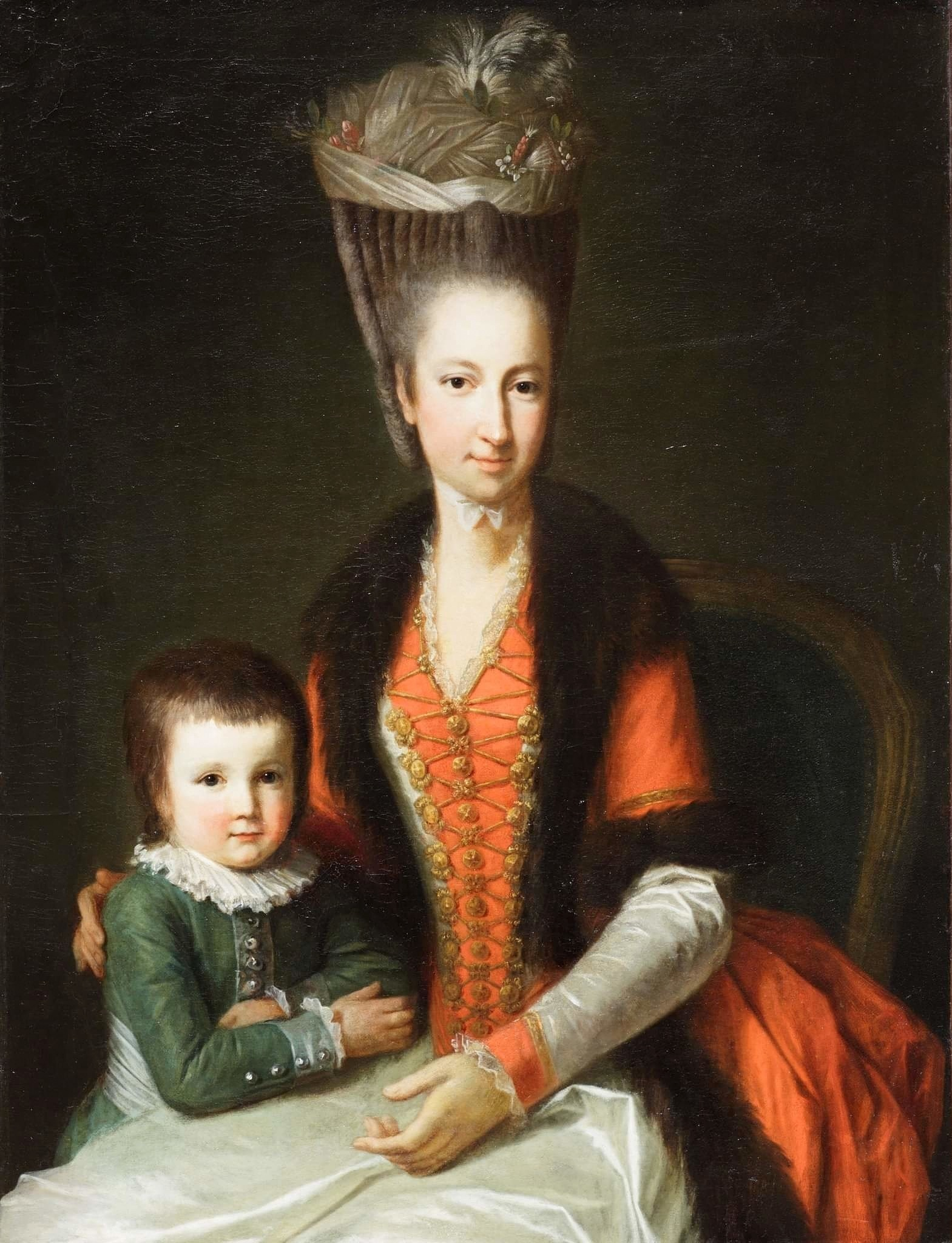
Aleksander Gore, Portret Teofili z Jabłonowskich Sapieżyny z synem Aleksandrem z około 1775 roku

Teofila Strzeżysława (Strzyżysława) z Jabłonowskich Sapieżyna (ur. 8 sierpnia 1742, zm. 22 lutego 1816 w Czołhaniu (Teofipolu)) – krajczyna litewska, działaczka konfederacji barskiej, pamiętnikarka i bibliofilka.

## Życiorys

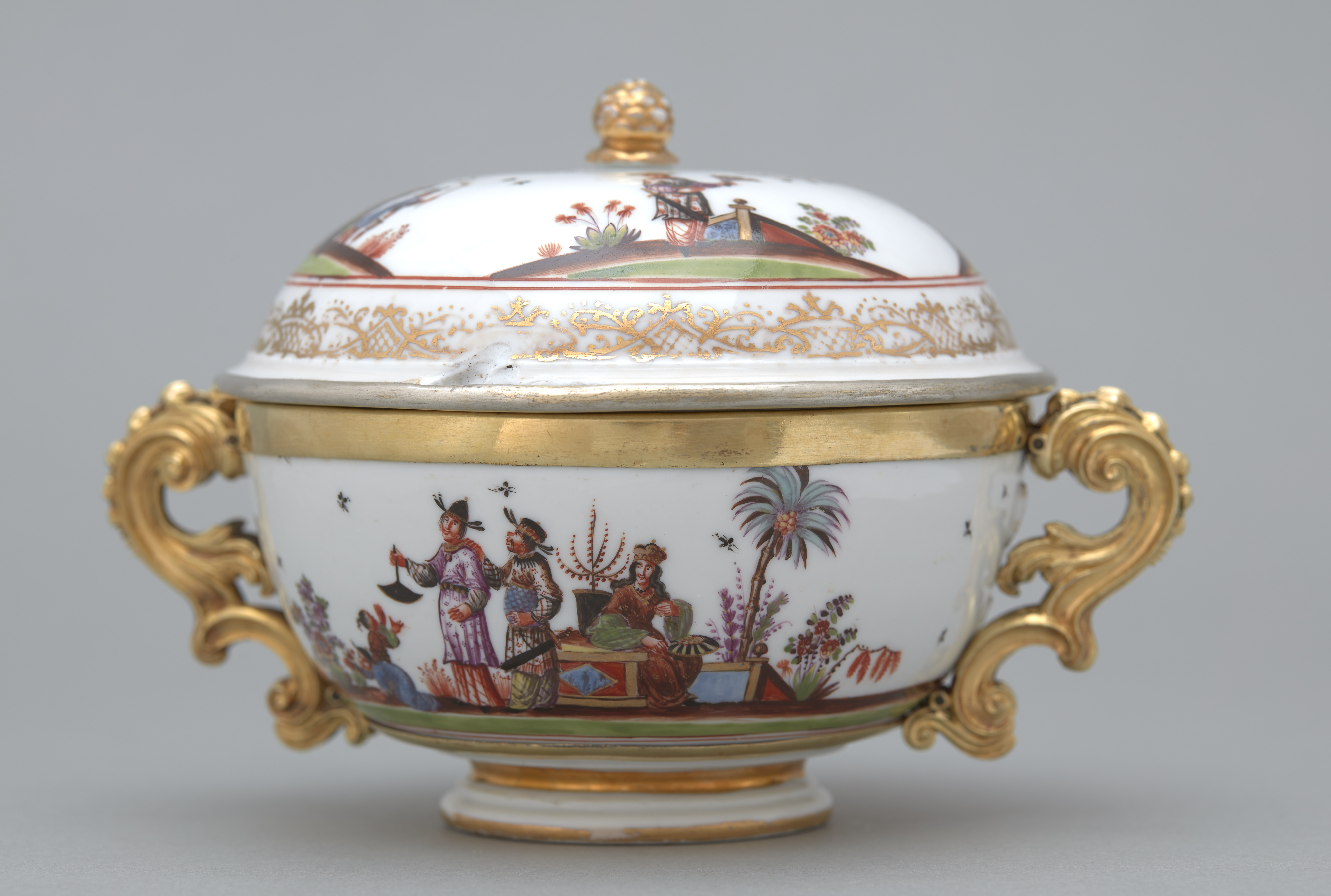
Filiżanka z pokrywą z zastawy do herbaty należącej do Teofili Sapieżyny z dekoracją przypisywaną Johannowi Gregorowi Höroldtowi. Miśnieńska manufaktura porcelany, ok. 1730, obecnie w Muzeum Czartoryskich

Była córką Karoliny z Radziwiłłów, primo voto Sapieżyny, z drugiego jej małżeństwa z Józefem Aleksandrem Jabłonowskim, późniejszego stolnika litewskiego i wojewody nowogródzkiego (ur. 1711, zm. 1777). Przyrodnia siostra Aleksandra Michała, Michała Ksawerego i Anny. Otrzymała staranne wykształcenie, od młodości interesowała się polityką.
Dnia 3 maja 1757, mając 15 lat, została mianowana przez cesarzową Marię Teresę damą Krzyża Gwiaździstego.
W roku 1761 wyszła za mąż za Józefa Sapiehę, wojewodzica mścisławskiego (krajczego wielkiego litewskiego w latach 1766–1784).
Podczas trwania konfederacji barskiej wspierała cały czas męża (regimentarza Generalności Litewskiej od roku 1769), odbywając z nim wspólnie większość podróży związanych z koordynacją działań wojennych. W roku 1770 przerwali na kilka miesięcy działalność, przebywając w gościnie u biskupa Ignacego Krasickiego. W roku 1772 za namową Anny Jabłonowskiej wyjechali do Francji. Teofila Sapieżyna długo wierzyła w możliwość porozumienia środowisk konfederackich z królem. Próbowała rozszerzyć wpływy środowiska konfederackiego we Francji, prowadząc w imieniu przywódców konfederacji m.in. z Ludwikiem XV.
Małżonkowie powrócili do kraju pomiędzy rokiem 1779 a 1784, przeprowadzając formalną separację. Sapieżyna osiadła w Czołhaniu, nazywanym przez nią Teofilpolem. Stopniowo coraz rzadziej pojawiała się w Warszawie, dążąc do osiadłego trybu życia. Pod koniec życia popadała w coraz większy ekscentryzm, polegający m.in. na chowie coraz większej ilości psów (szczególnie białych mopsów) i papug. Jej gospodarka stawała się coraz bardziej nierentowna, co okazało się dopiero po jej śmierci, kiedy podliczono zadłużenie jej dóbr wynoszące 5 milionów złotych. Zmarła w osamotnieniu w Czołhaniu (Teofipolu) w roku 1816.
Teofila Sapieżyna w młodości przejawiała zainteresowania bibliofilskie. W późniejszych latach przeniosła część swojego księgozbioru, obejmującego również książki odziedziczone po ojcu, do Czołhania (Teofilopola). W roku 1805 podarowała znaczny zasób zbiorów bibliotecznych, liczący ponad 2,2 tys. woluminów, Liceum Krzemienieckiemu. Po powstaniu listopadowym został on skonfiskowany przez Rosjan i wywieziony do Kijowa. W roku 1860 część książek i archiwum Sapieżyny weszły w skład Biblioteki Ordynacji Zamojskich w Warszawie, ulegając zniszczeniu w czasie II wojny światowej.
Zachowało się kilka portretów Teofili Sapieżyny. Jeden z nich jest przechowywany w Muzeum Narodowym w Warszawie (nr inw. 211648). Wykonany po roku 1766 w technice pastelu, przedstawia krajczynę z austriackim Orderem Krzyża Gwiaździstego. Modelkę identyfikuje napis na odwrocie: Teofila z Xiążąt Jabłonowskich Księżna Sapieżyna Krayczyna W.X.L. Drugi z portretów, wykonany w technice stalorytu na podstawie obrazu z około 1780 roku, znajduje się w zbiorach Muzeum Narodowego w Krakowie (nr inw. MNK III-ryc.-37183).

## Twórczość
Pozostawiła bardzo szczegółowy dziennik prowadzony w latach 1771–1775, wydany w Krakowie (1914) pt. Z pamiętnika konfederatki... Zawiera on cenne informacje o sposobie myślenia i działania elity konfederacji barskiej w czasie trwania i po jej upadku.

### Pamiętniki
1. Dziennik z lat 1771–1775, rękopisy: Biblioteka Polska w Paryżu, sygn. 46 (brulion i odpis); Archiwum Sławuckie Sapiehów, nr 709 (obecnie w Lw. Państw. Nauk. Bibl. – fragm. z roku 1773); tekst, do kwietnia 1773, ze skrótami i przekładem fragm. francuskich na polski, wydanie i oprac. W. Konopczyński: Z pamiętnika konfederatki księżnej T. z Jabłonowskich Sapieżyny (1771-3), Kraków 1914; fragmenty przedr. tenże w: Konfederacja barska. Wybór tekstów, Kraków (1928) „Biblioteka Narodowa” seria I, nr 102; (dziennik ten zawiera także pewne partie pióra Józefa Sapiehy i Ignacego Bohusza).

Z korespondencji Sapieżyny z Franciszkiem Karpińskim wynika, że zajmowała się też pisaniem wierszy.

### Listy
1. Korespondencja z I. Bohuszem i innymi, rękopisy: Biblioteka Polska w Paryżu
2. Do K. S. Radziwiłła m.in. z roku 1771, rękopis: Archiwum Główne Akt Dawnych (Archiwum Ordynacji Nieświeskiej)
3. Do kawalera Murinais z roku 1772, rękopisy: Arch. du Ministère des Affaires Étrangères (Pologne, Correspondance) w Paryżu
4. Listy z lat 1773–1774, rękopis: Biblioteka Polska w Paryżu, sygn. 46
5. Do Stanisława Augusta w zbiorze z lat 1774–1792, rękopis: Biblioteka Czartoryskich, sygn. 736
6. Od A. z Sapiehów Jabłonowskiej, rękopisy: Archiwum Sapiehów w Lw. Państw. Nauk. Bibl.
7. Od F. Karpińskiego 8 listów z lat 1794–1811, wyd. T. Mikulski, R. Sobol w: Korespondencja Franciszka Karpińskiego z l. 1763–1825, Wrocław 1958 „Archiwum Literatury” nr 4.